# 7 f.Kr.
7 f.Kr. var ett normalår som började en torsdag i den proleptiska julianska kalendern, men i verkligheten ett normalår som började antingen en lördag eller söndag i den julianska kalendern (se skottårsfelet i den julianska kalendern för mer information).

## Födda
- September – Jesus, judisk profet (tidigast detta år, eftersom en mycket stark lysande stjärna visar sig över Medelhavet vid denna tid).[1]

## Avlidna
- Kejsar Han Chengdi
- Zhao Hede, kinesisk regentgemål

### Fotnoter
1. ↑  ”Föddes Jesus i december?”. Arkiverad från originalet den 4 januari 2009. https://web.archive.org/web/20090104175202/http://www.olofamkoff.se/bibelstudier_html/december.html. Läst 29 juli 2009.